# Lumea lui Quest
Lumea lui Quest este un serial animat americane-canadiene bazat pe seria roman grafic cu același nume de Jason T. Kruse. Seria a fost produsa de Cookie Jar Entertainment. Se pare a fi o parodie a genului fantasy, care îmbină săbii, vrăjitorie și tehnologie, în vena de Masters ale Universului. A fost ultima serie a fi produse pentru copii BM! bloc. Episoadele rămase pot fi vazute pe Netflix Streaming instant. Seria a avut premiera aere la 11:00 a.m. ET/PT timp pe 17 octombrie 2008 pe Cartoon Network din Statele Unite. 

## Personaje
- Quest - Un războinic puternic, cu un trecut ciudat. Anterior, el a fost desemnat ca un asistent medical pentru copilul  Nestor.  Quest apare pentru prima dată în episodul 1, atunci când vine Prințul Nestor să-i ceară ajutorul deoarece părinții lui au fost capturați și el trebuie să găsească Sabia Soul Shatter, numai așa le poate salva. Quest refuză, până  când Nestor folosește o vraja de credintă care-l pe Quest leaga de prinț. Celebru sloganul lui este în cea mai mare parte: "Urăsc asta..."

- Nestor - Prințul din Odyssea, fiul lui Regele și Regina din Odyssea, care au fost capturați. Chiar dacă el îi ordona lui Quest și îl numește "garda lui de corp" lui, Quest, de obicei, termină prin a interpreta ordinele prințului pentru a se potrivi nevoilor sale.

- Graer - Un Griffin  cu un apetit de hoț, Graer poartă de obicei, Anna Maht atunci când călătoresc cu ceilalți. Inițial el a fost tovarășul lui Nestor, și pare a fi vechi prieten cu Quest.